# لافانديرا، توكانتينز
لافانديرا بلدية في ولاية توكانتينس في المنطقة الشمالية من البرازيل.